# Кітново (Вармінсько-Мазурське воєводство)
Кітново (пол. Kitnowo, нім. Kittnau) — село в Польщі, у гміні Ґрунвальд Острудського повіту Вармінсько-Мазурського воєводства.
Населення — 238 осіб (2011).

## Демографія
Демографічна структура станом на 31 березня 2011 року:
|          | Загалом | Допрацездатний вік | Працездатний вік | Постпрацездатний вік |
| -------- | ------- | ------------------ | ---------------- | -------------------- |
| Чоловіки | 113     | 32                 | 69               | 12                   |
| Жінки    | 125     | 32                 | 80               | 13                   |
| Разом    | 238     | 64                 | 149              | 25                   |